# Айзак (регион)
Айза́к (англ. Isaac) — район местного самоуправления в восточном Квинсленде, Австралия. Образован в марте 2008 года.

## География
Айзак находится в восточной части Квинсленд и занимает территорию 58,708 км2. Административный центр — город Моранба.

## Климат
Средняя температура составляет 25 °С. Самый теплый месяц — ноябрь при средней температуре 30 °С, а самый холодный — июнь при средней температуре 17 °C. Среднее количество осадков составляет 807 миллиметров в год. Самый влажный месяц — январь (156 мм осадков), а самый влажный август (19 мм осадков).

## Состав района

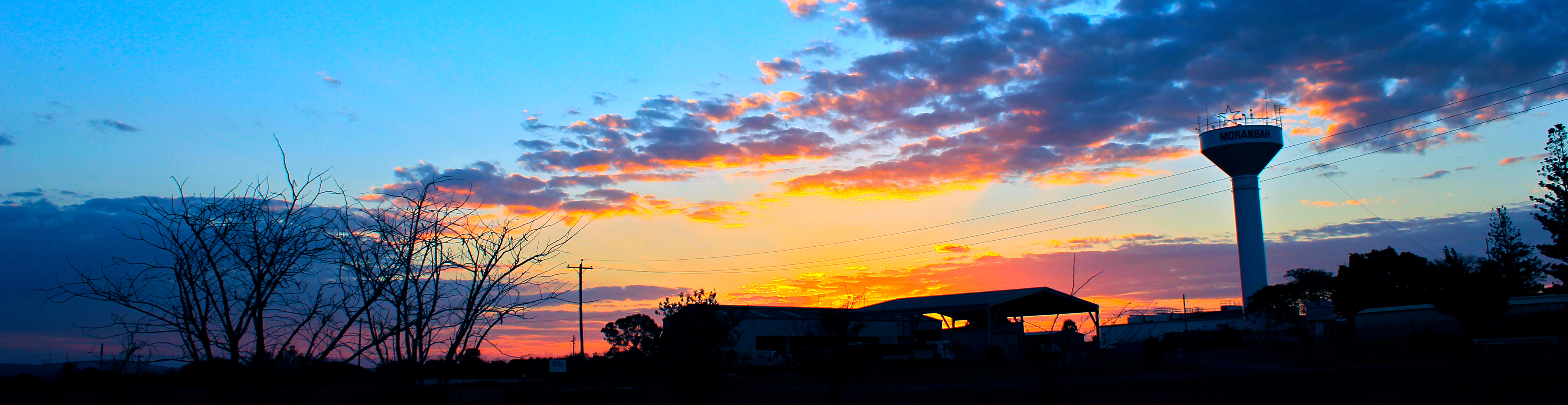
Моранба

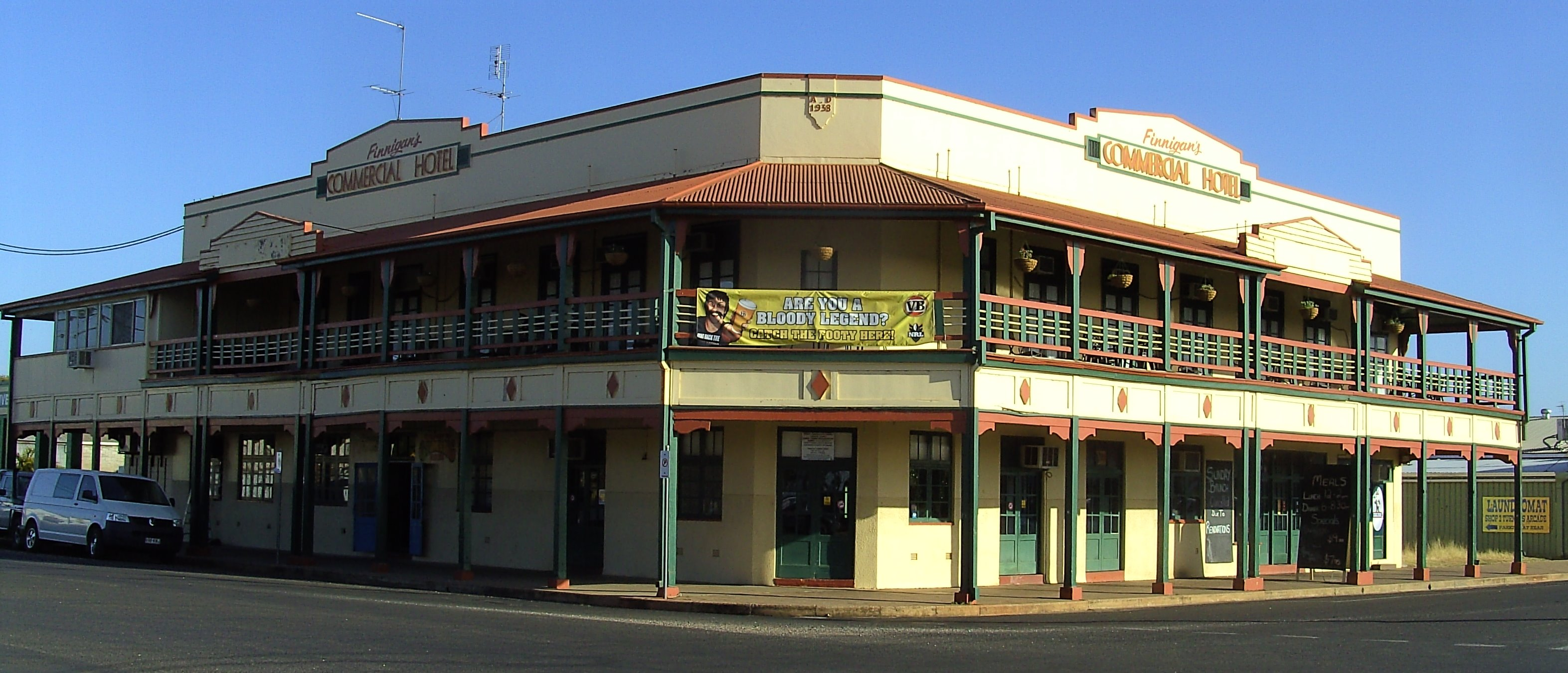
Клермонт

- МоранбаМоранба
- Гленден
- Клермонт
- Кармила
- Дузарт
- Коппабелла
- Беляндо[англ.]
- Блэр Атол[англ.]
- Элджин[англ.]
- Франкфиелд[англ.]
- Лаглан[англ.]
- КлермонтMistake Creek[англ.]
- Винчестер[англ.]
- Кларк-Крик[англ.]
- Илбильби[англ.]
- Река Маккензи[англ.]
- Мидлмаунт[англ.]
- Святого Лаврентия[англ.]
- Валькирия[англ.]
- Эльфинстон[англ.]
- Небо[англ.]
- Саттор[англ.]
- The Percy Group[англ.]
- Clairview[англ.]
- Kilcummin[англ.]

## Население
В 2018 году население Айзака составило 20 934 человека. Плотность населения — 356 чел/км2.
| 1933  | 1947  | 1954  | 1961  | 1966  | 1971  | 1976   | 1981   | 1986   | 1991   | 1996   | 2001   | 2006   | 2016   | 2018   |
| ----- | ----- | ----- | ----- | ----- | ----- | ------ | ------ | ------ | ------ | ------ | ------ | ------ | ------ | ------ |
| 4,971 | 5,016 | 5,088 | 5,367 | 5,101 | 7,200 | 11,389 | 15,522 | 22,133 | 22,188 | 20,703 | 19,013 | 19,820 | 20,940 | 20,934 |